# Linares de Riofrío
Linares de Riofrío ist ein Ort und eine zentralspanische Gemeinde (municipio) mit 913 Einwohnern (Stand: 2024) in der Provinz Salamanca in der Autonomen Gemeinschaft Kastilien-León.

## Lage und Klima
Linares de Riofrío liegt etwa 65 Kilometer südsüdwestlich von Salamanca in einer Höhe von ca. 955 m.Das Klima ist gemäßigt bis warm; Regen (ca. 500 mm/Jahr) fällt zumeist im Winterhalbjahr.

## Bevölkerungsentwicklung
| Jahr      | 1970 | 1981 | 1991 | 2001 | 2011 | 2021 |
| Einwohner | 1277 | 1407 | 1228 | 1032 | 991  | 938  |

Infolge der Mechanisierung der Landwirtschaft und der Aufgabe bäuerlicher Kleinbetriebe („Höfesterben“) ist in der zweiten Hälfte des 20. Jahrhunderts ein konstanter Bevölkerungsrückgang zu verzeichnen gewesen.

## Sehenswürdigkeiten
- Kirche